# National cykelrute 4 Søndervig - København
National cykelrute 4 Søndervig - København er en af Danmarks nationale cykelruter. Den 331 km lange rute, "Danmark på tværs", blev i juni 2019 genindviet i en omlagt udgave, så en strækning over Samsø nu forbinder Jylland og Sjælland i stedet for som tidligere den ikke-eksisterende færgeforbindelse mellem Aarhus og Kalundborg. Ruten er derfor blevet omlagt til Hou syd for Aarhus, hvorfra der er færgeforbindelse til Ballen Færgehavn. På Samsø forbinder en 11 kilometer lang strækning Ballen Færgehavn og Sælvig Havn, hvor der er forbindelse videre til Kalundborg.
I forbindelse med omlægningen blev hele ruten blevet cyklet gennem af Dansk cykelturisme, en forening af offentlige og private aktører, hvis formål er at fremme cykelturisme og rekreativ cykling i Danmark, for at sikre en ensartet skiltning på tværs af kommunegrænserne.

## Ruteforløb i korte træk
Efter starten i Søndervig ved Jyllands vestkyst passerer man Ringkøbing og Skjern før det går stik østpå. Det første stykke af turen henover den jyske halvø er uden mange højdemeter, men efter den jyske højderyg ændrer terrænet karakter. Udover Skjern Å, plantage- og hedeområder passerer man på rute 4 i Jylland også tæt forbi blandt andet Søby Brunkulslejer, Hampen Sø, den næsthøjest beliggende sø i Jylland og desuden en af Danmarks reneste, og Velling Skov. I Svejstrup lidt øst for Ry tager den nyomlagte del af N4-ruten en sydøstlig retning mod Hou og færgen til Samsø.
På Sjælland går ruten fra færgelejet i Kalundborg over vikingebyerne Lejre og Roskilde til Hundige, hvor man rammer Køge Bugt og via Valby ender på Rådhuspladsen i København.